# Klimentij Borisovič Minc
Klimentij Borisovič Minc (Ekaterinburg, 21 gennaio 1908 – Mosca, 22 dicembre 1995) è stato un regista cinematografico sovietico.

## Filmografia (parziale)

### Regista
- Priključenuja Korzinkinoj (1941)
- Švejk gotovitsja k boju (1942)